# Зеленцино (Конаковский район)
Зеле́нцино — деревня в Конаковском районе Тверской области. Относится к Козловскому сельскому поселению.

## История
Деревня основана до XVIII века. До революции относилась к Клинскому уезду Московской губернии.

## Достопримечательности
В деревне находится полуразрушенная Церковь Рождества Пресвятой Богородицы постройки начала XIX века.

## Известные люди
В деревне родился священноисповедник Александр Державин.